# 利奥库尔
利奥库尔（法語：Liocourt，法語發音：[ljɔkuʁ]）是法国摩泽尔省的一个市镇，位于该省西南部，属于萨尔堡-萨兰堡区。

## 地理
利奥库尔（48°54'36"N, 6°20'37"E）面积3.17 平方千米，位于法国大東部大區摩泽尔省，该省份为法国东北部内陆省份，是洛林的一部分，西南接默尔特-摩泽尔省，东临下莱茵省，北与卢森堡和德国接壤。
与利奥库尔接壤的市镇（或旧市镇、城区）包括：阿兰库尔拉科特、福维尔、瑞维尔、克索库尔。

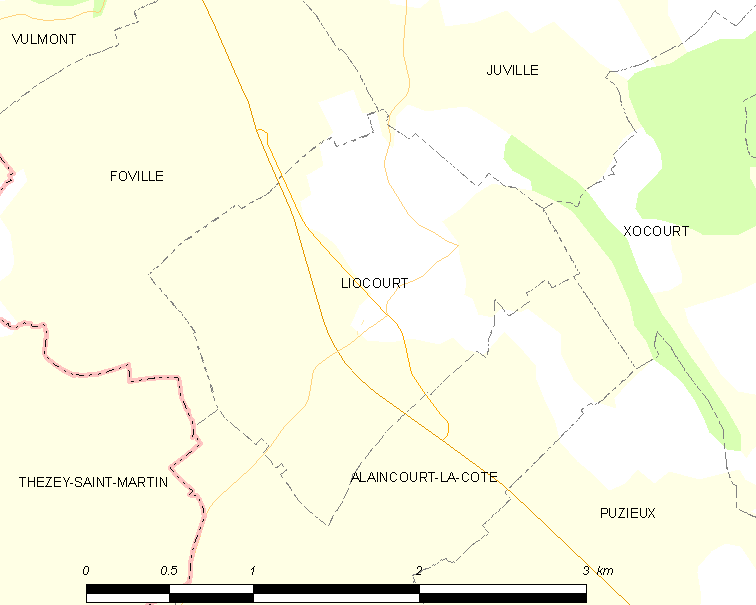
利奥库尔的OSM定位图

利奥库尔的时区为UTC+01:00、UTC+02:00（夏令时）。

## 行政
利奥库尔的邮政编码为57590，INSEE市镇编码为57406。

## 政治
利奥库尔所属的省级选区为索努瓦县。

## 人口

1962-2008年间利奥库尔人口变化图示

利奥库尔于2022年1月1日时的人口数量为143人。